# Eriosyce kunzei
Eriosyce kunzei ist eine Pflanzenart in der Gattung Eriosyce aus der Familie der Kakteengewächse (Cactaceae). Das Artepitheton kunzei ehrt den deutschen Arzt und Botaniker Gustav Kunze.

## Beschreibung
Eriosyce kunzei hat grüne, etwas abgeflacht kugelförmig bis verlängerte Pflanzenkörper, die eine Wuchshöhe von 10 bis 20 Zentimeter und einen Durchmesser von 13 bis 14 Zentimeter erreichen. Der eingesenkte Scheitel ist nicht mit Dornen bedeckt. Die 16 bis 20 stumpfen Rippen sind um die langen und schmalen, 13 bis 17 Millimeter auseinander stehenden Areolen verdickt und höckerig gekerbt. Die Höcker sind zusammenfließend und spitz vorgezogen. Die gelblichen und später vergrauenden Dornen sind aufwärts bis einwärts gebogen. Die 2 bis 4 dicken Mitteldornen sind 4,5 bis 5 Zentimeter lang. Die 10 bis 12 geraden Randdornen sind abwärts gerichtet. Sie sind 1,3 bis 4,5 Zentimeter lang, wobei die obersten Dornen am längsten sind.
Die breit trichterförmigen Blüten sind bis zu 3,5 Zentimeter lang und breit. Ihre Blütenröhre ist weiß bewollt und trägt einige schwarze Borsten. Das ölgrüne Perikarpell ist mit bräunlich rötlichen Schuppen bedeckt. Die Kelchblätter sind elfenbeinweiß und besitzen einen rötlichen Mittelstreifen. Die länglichen, glänzend gelblichen Kronblätter sind gezähnelt mit einem Spitzchen. Die Staubfäden sind weiß, der Griffel ist fleischfarben und die Narbe etwas heller.
Die eiförmigen, fleischigen Früchte sind hohl und werden bis zu 2 Zentimeter lang.

## Verbreitung und Systematik
Eriosyce kunzei ist in Chile ist im Süden der Region Atacama und im Norden der Region Coquimbo in den Bergen beiderseits der Flusstäler des Río Elqui und Río Huasco verbreitet.
Die Erstbeschreibung als Echinocactus kunzei wurde 1846 durch Carl Friedrich Förster veröffentlicht. Fred Kattermann stellte die Art 1994 in die Gattung Eriosyce. Weitere nomenklatorische Synonyme sind Neoporteria kunzei (C.F.Först.) Backeb. (1936), Pyrrhocactus kunzei (C.F.Först.) Borg (1937), Chilenia kunzei (C.F.Först.) Backeb. (1939), Hildmannia kunzei (C.F.Först.) Kreuz. & Buining (1941), Neochilenia kunzei (C.F.Först.) Backeb. (1942), Horridocactus kunzei (C.F.Först.) F.Ritter (1959) und Neochilenia kunzei (C.F.Först.) Backeb. ex Dölz (1942).

## Nachweise